# California State Route 1
Die California State Route 1, kurz CA 1, ist eine State Route, die sich über 1.055 km (656 Meilen) entlang der Westküste der Vereinigten Staaten erstreckt. Sie verläuft größtenteils parallel zum U.S. Highway 101 und gehört zu den bekanntesten Straßen im US-Bundesstaat Kalifornien. Die California State Route 1 wird oft mit dem U.S. Highway 1 an der Ostküste verwechselt.

## Lage
Die Panoramastraße verläuft meist kurvenreich als Küstenstraße am Pazifik. Dort gibt es häufige Teilsperrungen wegen der Erdrutsche. Die Straße ist eine Verbindung zwischen Südkalifornien und Nordkalifornien, an deren Verlauf auch die Großstädte Los Angeles und San Francisco liegen. Da sie einen der schönsten Küstenabschnitte des Landes passiert, ist sie als National Scenic Byway ausgewiesen. Einige Teilabschnitte tragen zusätzlich Beinamen, wie unter anderem Pacific Coast Highway (kurz PCH genannt), Cabrillo Highway oder Shoreline Highway. Mit einer Länge von 656 Meilen (1055 km) ist State Route die längste State Route im Bundesstaat Kalifornien und nach dem Montana Highway 200 (707 mi, 1.137 km) die zweit längste „State Route“ der USA. Die Straße ist Teil des California Freeway and Expressway Systems.
Die CA 1 beginnt an der Interstate 5 in Dana Point, bevor sie in nördlicher Richtung durch die westlichen Vororte von Los Angeles führt. Dabei durchquert die Straße die Küstenstädte Newport Beach, Santa Monica und Malibu. Der Highway läuft im darauf folgenden Abschnitt in etwa parallel zum U.S. Highway 101. Kurz hinter Santa Barbara führt er wieder ans Meer heran. Nördlich von Morro Bay beginnt der landschaftlich schönste Abschnitt. Bis nach Monterey führt die Straße an der Steilküste von Big Sur entlang. Von Monterey aus folgt sie der Küstenlinie über Santa Cruz bis San Francisco. Nach der Überquerung der Golden Gate Bridge folgt der Highway erneut der Meeresküste und endet schließlich wenige Meilen vor dem Ort Leggett an der US-101.

## Geschichte
Nach 18 Jahren Bauzeit – nach der Weltwirtschaftskrise unterstützt durch Mittel des New Deal – wurde die asphaltierte zweispurige Straße am 17. Juni 1937 fertiggestellt und eröffnet.

## Verlauf
In Südkalifornien ist der Abschnitt zwischen den Städten Dana Point und Oxnard offiziell als Pacific Coast Highway ausgewiesen.

### Überblick
Die California State Route 1 beginnt im Süden am  I-5 in Dana Point und endet im Norden am  US 101 in Leggett:
| Ortschaft                     | Entfernung in km | Entfernung in mi | Touristische Hinweise |
| ----------------------------- | ---------------- | ---------------- | --- |
| Dana Point                    | 0                | 0                | Missionsbasilika San Juan Capistrano (1776)                                                                               |
| Anaheim                       | 55               | 35               | Disneyland Resort |
| Los Angeles                   | 42               | 26               | Hollywood, Ende der Route 66 in Santa Monica                                                                              |
| Santa Barbara                 | 151              | 94               | Mission Santa Barbara (1772)                                                                                              |
| Vandenberg Space Force Base   | 103              | 64               | Raketenstartplatz |
| Guadalupe                     | 35               | 22               | Sanddünen, San Luis Obispo, Mission San Luís Obispo de Tolosa (1772)                                                      |
| Cambria                       | 97               | 61               | Bauwerke im englischen Dorfstil                                                                                           |
| San Simeon                    | 14               | 9                | Hearst Castle |
| Big Sur                       | 109              | 68               | kalifornische Küste, Bixby Creek Bridge                                                                                   |
| Carmel-by-the-Sea             | 40               | 25               | 17-Mile Drive |
| Monterey                      | 6                | 4                | Monterey Bay Aquarium, Cannery Row                                                                                        |
| Daly City                     | 171              | 107              | San-Andreas-Verwerfung in der Stadt                                                                                       |
| San Francisco                 | 16               | 10               | in der Stadt als 19th Avenue, Park Presidio Boulevard, Shoreline Hwy; vereint sich mit US 101 über die Golden Gate Bridge |
| Muir Beach                    | 27               | 17               | in der Nähe das Muir Woods National Monument                                                                              |
| Point Reyes National Seashore | 32               | 20               | Küstenlandschaft des Point Reyes National Seashore                                                                        |
| Bodega Bay                    | 56               | 35               | einer der Drehorte von Alfred Hitchcocks Die Vögel                                                                        |
| Mendocino                     | 155              | 97               | einer der Drehorte von Jenseits von Eden mit James Dean                                                                   |
| Fort Bragg                    | 16               | 10               | Glass Beach |
| Leggett                       | 69               | 43               | Küstenmammutbaum Chandelier Tree                                                                                          |
| gesamt                        | 1194             | 747              | tatsächliche Gesamtlänge und Sollwert stimmen nicht überein.                                                              |

Die CA 1 verbindet die wichtigsten Sehenswürdigkeiten Kaliforniens.

### Einzelheiten
Von Buellton nach Pismo Beach sowie von San Luis Obispo nach San Francisco wird die CA 1 offiziell als Cabrillo Highway bezeichnet. Auf dem nördlichsten Abschnitt zwischen Marin City und dem Endpunkt beim Örtchen Garberville ist sie offiziell als Shoreline Highway ausgewiesen. Die gesamte Strecke trägt zudem in Erinnerung an die Angehörigen der Streitkräfte der Vereinigten Staaten den Beinamen Blue Star Memorial Highway. Ein Teilabschnitt bei Big Sur ist als National Scenic Byway eingetragen. Darüber hinaus haben viele Gemeinden der Straße weitere lokale Bezeichnungen verliehen.

#### Orange County
An ihrem südlichen Endpunkt kreuzt sich die CA 1 mit der Interstate 5 (San Diego Freeway) bei San Juan Capistrano im Orange County. Unter dem Namen Pacific Coast Highway führt die Strecke nördlich durch den Ortskern von Dana Point, wo sie sich für rund eine Meile (1,6 km) in zwei Einbahnstraßen aufteilt. In Sichtweite des Pazifischen Ozeans verläuft der Highway durch die Künstlerkolonie Laguna Beach und den Crystal Cove State Park.

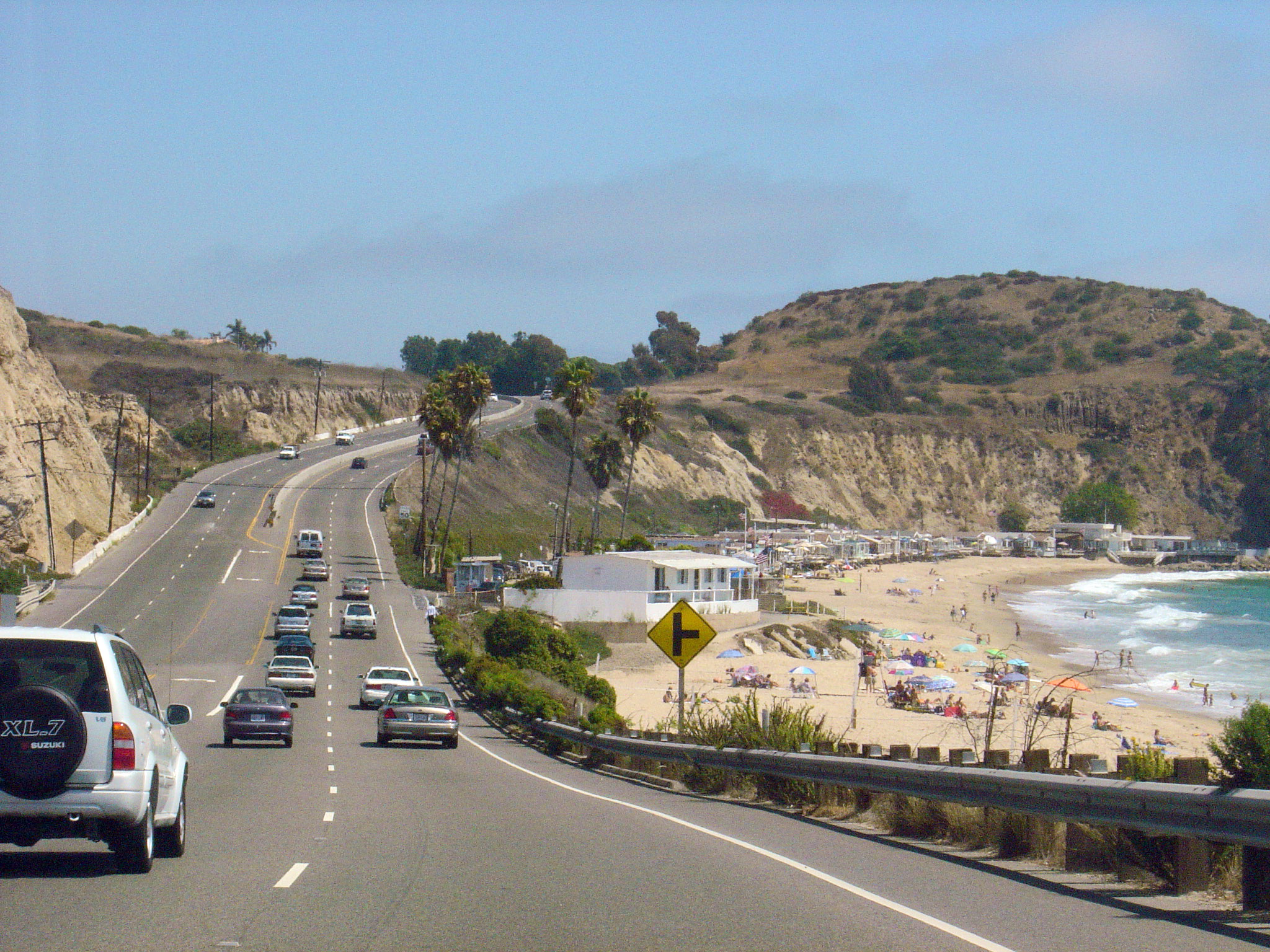
Verlauf bei Laguna Beach

Danach durchquert die CA 1 die bekannte Küstenstadt Newport Beach, wo sie als Coast Highway ausgeschildert ist. Sie verläuft durch mehrere wohlhabende Viertel, zu denen unter anderem Newport Coast und Corona del Mar zählen. In der Stadtmitte überquert die Straße die Newport Bay, die als Ankerplatz zahlreicher Luxusjachten dient. Kurz darauf wird der Santa Ana River überquert. Ab Huntington Beach ändert sich ihr Name wieder in Pacific Coast Highway. Dort passiert sie den Huntington State Beach und den Bolsa Chica Ecological Reserve. Weiter an der Meeresküste entlang führt der Highway durch Seal Beach, wo schließlich das Orange County verlassen wird.

#### Los Angeles und Ventura Countys
Hinter der Grenze zum Los Angeles County schwenkt der Pacific Coast Highway in Long Beach einige Meilen ins Landesinnere, wo die Kreuzung mit der California State Route 19 (Lakewood Boulevard) erreicht wird. In westlicher Richtung werden mit Wilmington und Harbor City zwei Stadtteile der riesigen Metropole Los Angeles sowie die Städte Lomita und Torrance passiert. Der Verlauf der Straße setzt sich dann wieder in nördliche Richtung durch Redondo Beach und Hermosa Beach fort. Auf dem Stadtgebiet von Manhattan Beach verläuft die CA 1 kurzzeitig auf der Trasse des Sepulveda Boulevard nach El Segundo. Auf der Höhe des Los Angeles International Airport (LAX) unterquert sie zwei Rollbahnen des Flughafens.

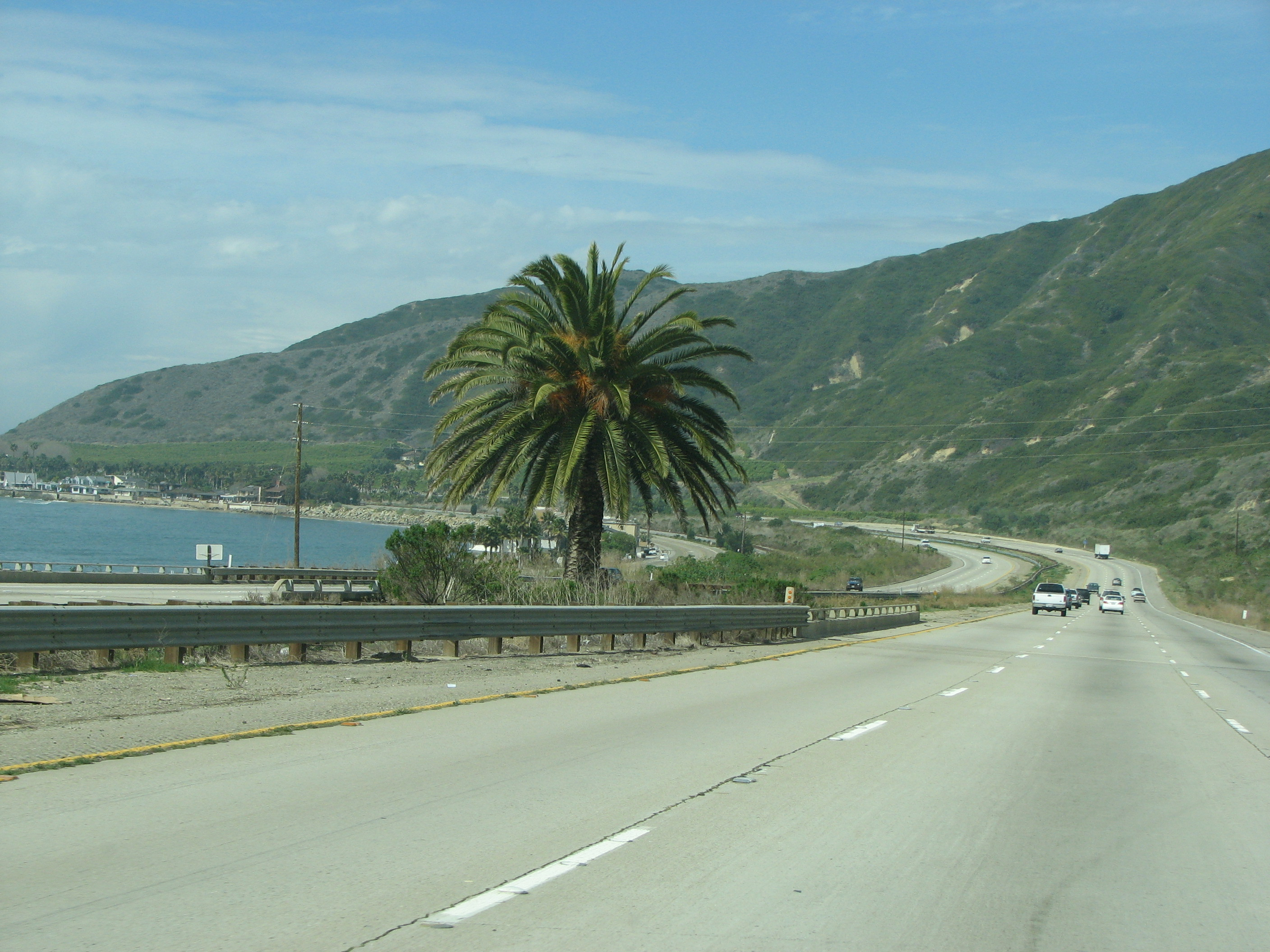
An der Küste bei Malibu

Nach dem Flughafengelände wird die CA 1 zum Lincoln Boulevard, der unter anderem durch Marina del Rey und Venice verläuft. Bei Santa Monica teilt sich der Highway für einige Meilen die Trasse mit der Interstate 10 (Santa Monica Freeway). Nach Verlassen des McClure Tunnels kommt er an der Strandpromenade von Santa Monica ans Tageslicht und folgt von nun an erneut dem Verlauf der Meeresküste. Wieder als Pacific Coast Highway bezeichnet beschreibt die Straße in Pacific Palisades eine Kurve in westliche Richtung, wo kurz vor Malibu die Getty Villa passiert wird.

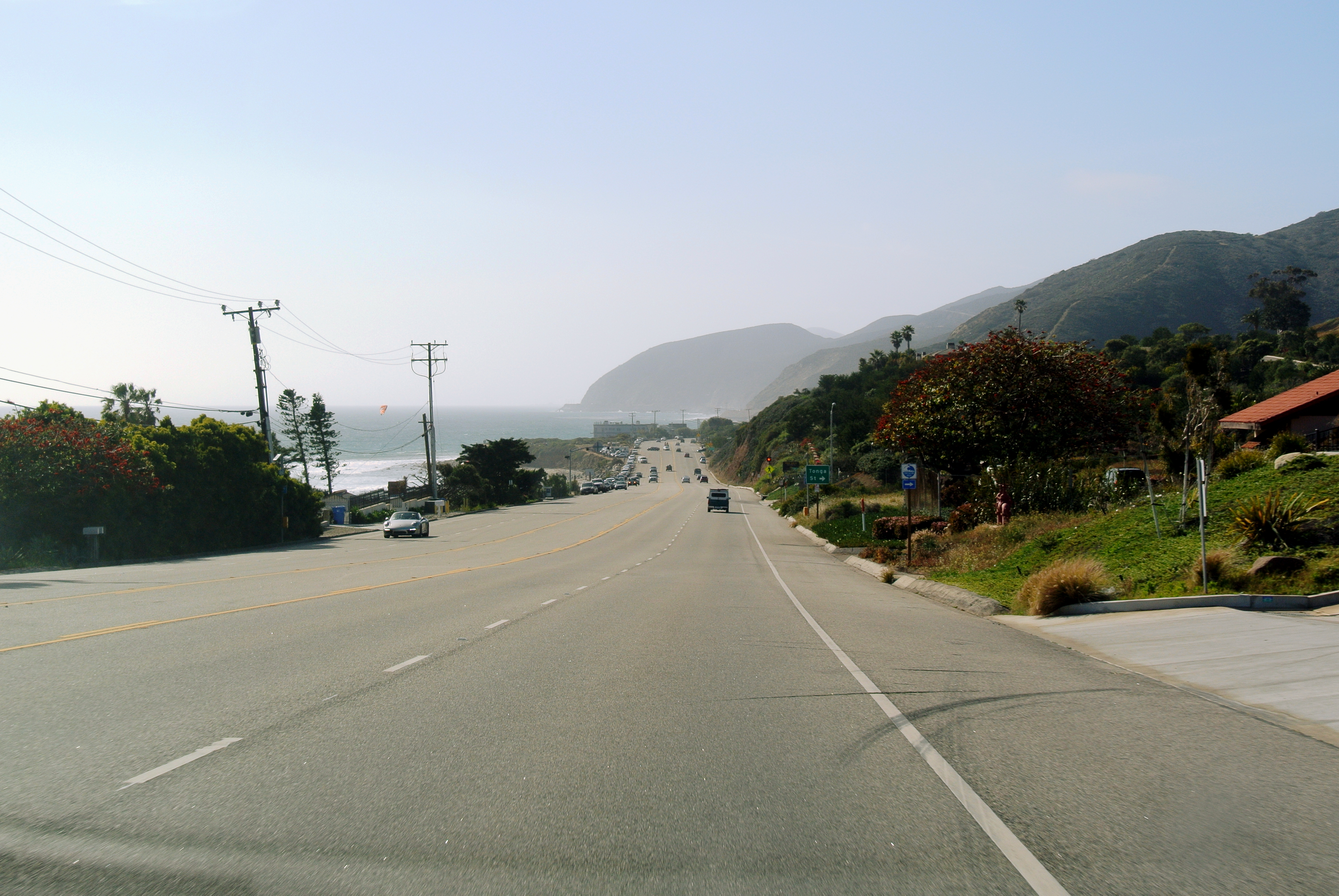
An der Küste im Ventura County

Nördlich von Malibu erreicht der Highway das Ventura County, wo er zunächst den Point Mugu State Park tangiert. Dabei wird ein Einschnitt des Küstengebirges durchquert, die den Point Mugu formen. Die kegelförmige Felsformation am Straßenrand, die über dem Pazifischen Ozean thront, ist als Point Mugu Rock bekannt. An dieser Stelle verlässt die CA 1 die Meeresküste in Richtung Norden, um dann an der Naval Air Station Point Mugu vorbeizuführen. Nach einigen Meilen trifft sie auf die Stadt Oxnard, wo sie sich unter dem Namen Oxnard Boulevard mit der California State Route 232 kreuzt. Für eine kurze Distanz vereinigt sich der Pacific Coast Highway hier zum ersten Mal mit dem U.S. Highway 101.

#### Central Coast und Big Sur
Hinter Ventura trennt sich die CA 1 vorerst vom U.S. Highway 101, um sich nach einigen Meilen vor der Grenze zum Santa Barbara County jedoch erneut mit ihm zu vereinigen. Die nächsten 54 Meilen (87 km) teilen sich die beiden Schnellstraßen eine gemeinsame Trasse, auf der sie durch Santa Barbara verlaufen. Die CA 1, die nun als Cabrillo Highway bezeichnet wird, verlässt den Verlauf der US 101 nördlich des Gaviota Tunnels. Das Gelände der Vandenberg Air Force Base erstreckt sich auf mehrere Meilen westlich der Straße. Nach der Durchquerung der Küstenorte Lompoc, Guadalupe und Grover Beach trifft sie in Pismo Beach zum dritten Mal auf die US 101.

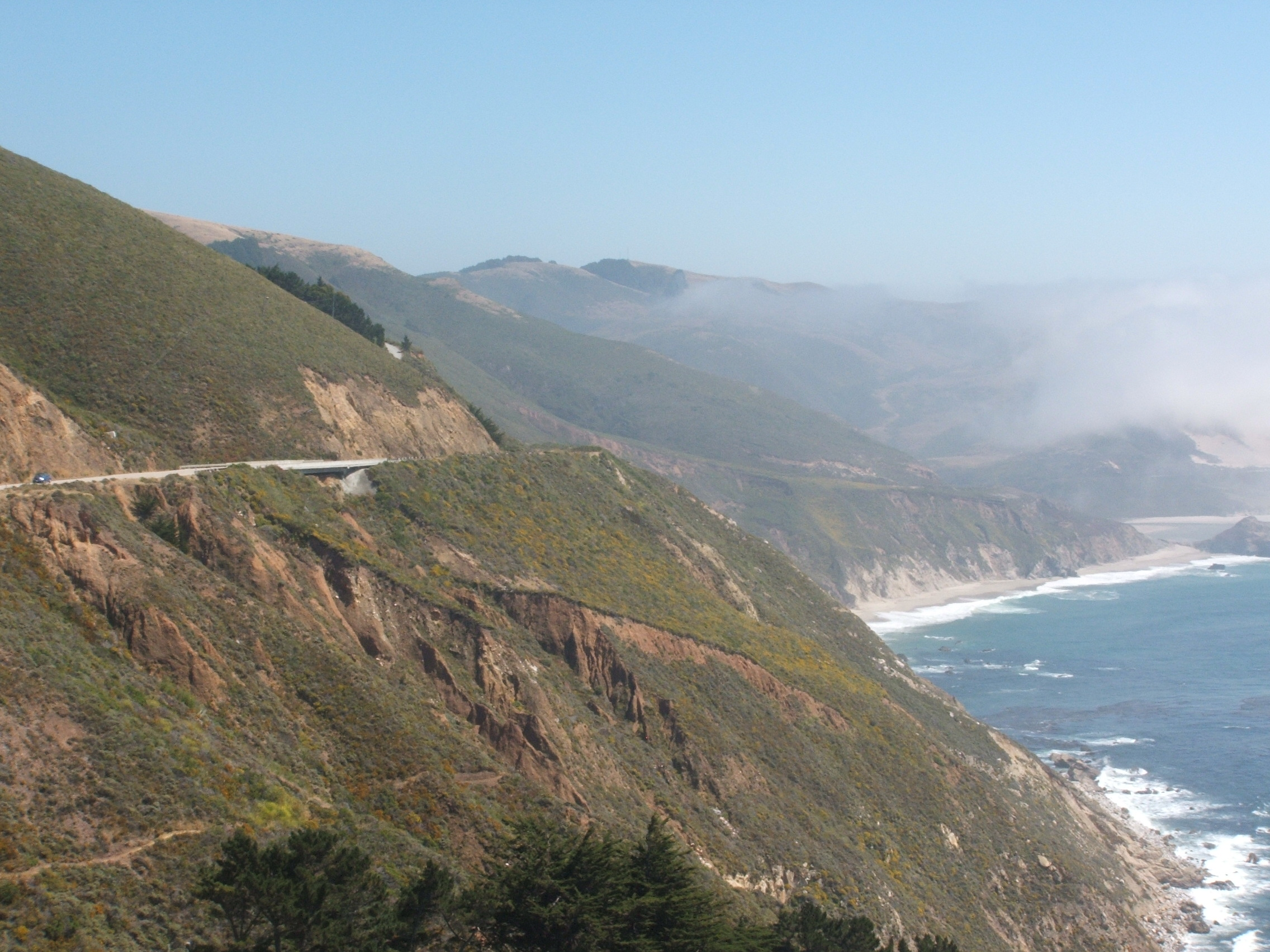
Bei Big Sur windet sich die Straße an einer Steilküste entlang

Weiter im Landesinneren in San Luis Obispo verlässt die US 101 wieder die gemeinsame Trasse, während die CA 1 weiterhin als Cabrillo Highway das San Luis Obispo County durchquert. In dem kleinen Küstenort Morro Bay wird eine alte Siedlung der Chumash-Indianer passiert. Ab Cayucos wird der Highway zu einer kurvenreichen zweispurigen Landstraße. Sie folgt der Küstenlinie durch San Simeon zu der Steilküste von Big Sur, wo sich das Meer etliche Meter tiefer ausbreitet. Die Fahrbahn windet sich in diesem Abschnitt entlang der Hänge der Santa Lucia Mountains, die zum Kalifornischen Küstengebirge gehören. In der Nähe von San Simeon ist das Hearst Castle von der Straße aus zu sehen, das hoch auf einer Bergkuppe thront. Es werden fünf im Art-déco-Stil gehaltene Spannbeton-Bogenbrücken überquert, von denen die Bixby Bridge mit einer Spannweite von 98 Metern und die Rocky Creek Bridge die beiden größten sind. Dieser landschaftlich reizvolle Teilabschnitt von San Simeon nach Carmel-by-the-Sea ist als National Scenic Byway ausgewiesen.

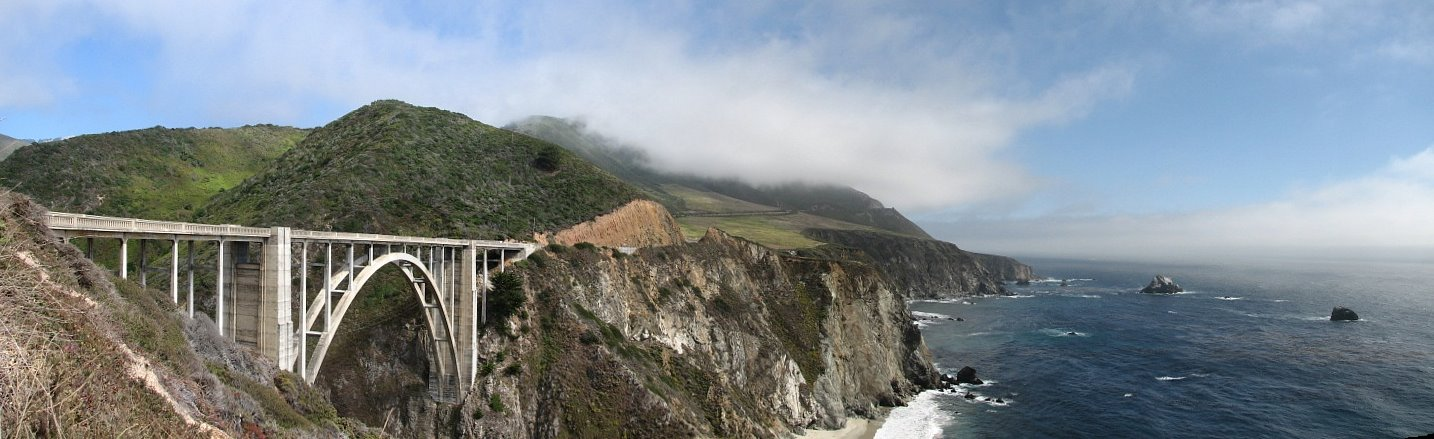
Die Bixby Bridge an der Küste des Pazifischen Ozeans

Nach der Ortsdurchfahrt von Carmel-by-the-Sea verbreitert sich die Straße bei Monterey wieder auf mehrere Spuren. Dort besteht Anschluss an den berühmten 17-Mile Drive. Danach werden zunächst das Monterey County und kurz darauf das Santa Cruz County durchquert. Ab der Kreuzung mit der California State Route 156 führt die CA 1 als zweispurige Landstraße weiter in Richtung Norden. In der Stadt Santa Cruz trifft sie auf die California State Route 17. Im Ortskern verläuft die Straße als Mission Street und als Coast Road, bevor sie wieder den Namen Cabrillo Highway erhält.

#### San Francisco Bay Area

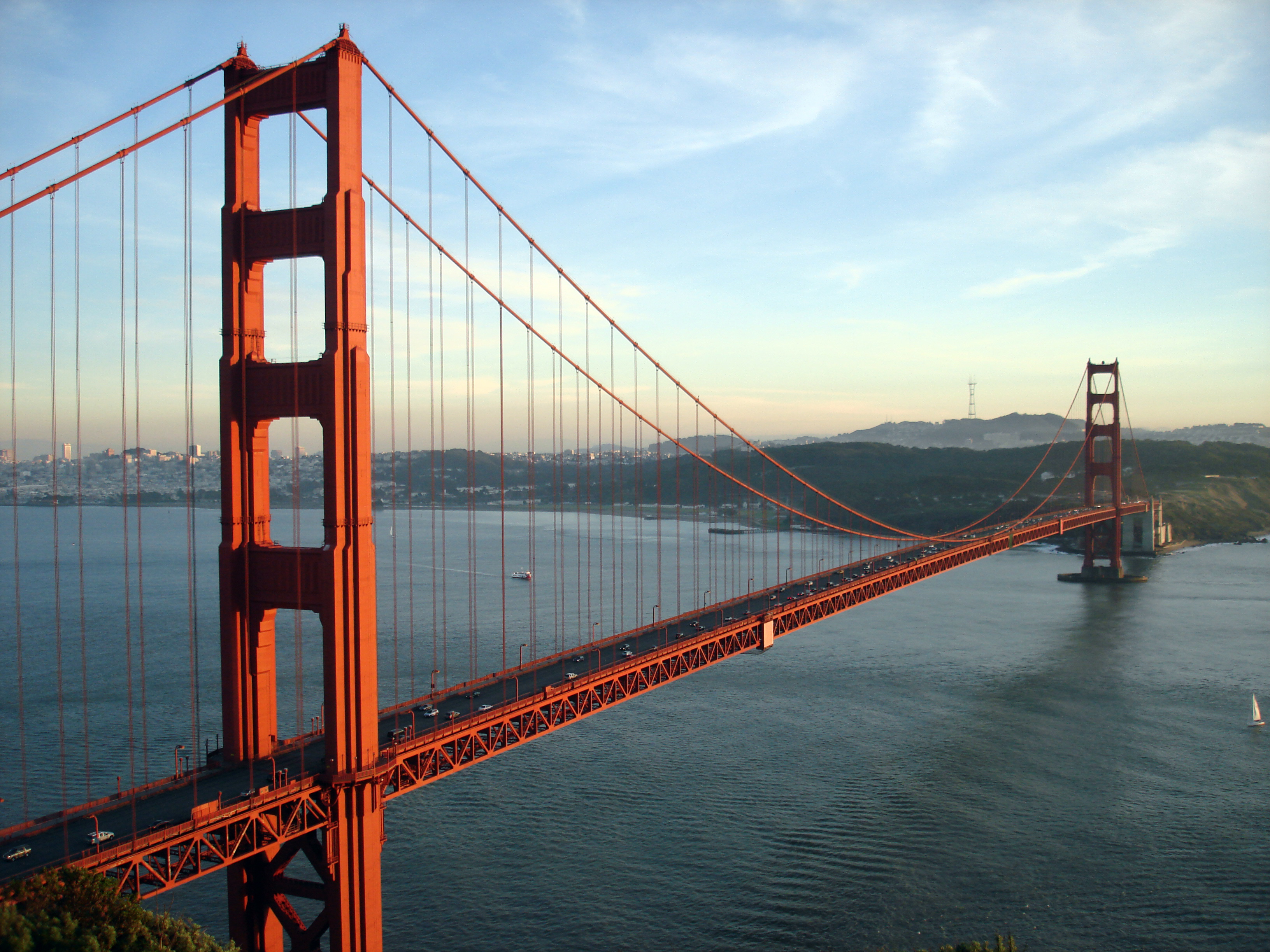
In San Francisco wird die Golden Gate Bridge überquert

Weiter nach Norden führend erreicht die CA 1 die San Francisco Peninsula und das malerische Half Moon Bay. Wenige Meilen vor der Stadt Pacifica im San Mateo County wird mit Devil’s Slide eine steile Abbruchstelle oberhalb des Meeres passiert. Da hier bei Unwettern die Gefahr eines Abrutschens der Straße in den Pazifischen Ozean bestand, musste die Fahrbahn des Öfteren geschlossen werden. Um dieses Problem zu umgehen, wurde der Tom-Lantos-Doppeltunnel gebaut.
Hinter Pacifica verbreitert sich der Highway in eine mehrspurige Autobahn, bevor er sich in Daly City für mehrere Meilen die Trasse mit der Interstate 280 (Junipero Serra Freeway) teilt. An der Grenze zu San Francisco ändert die CA 1 ihren Namen in Junipero Serra Boulevard. Kurz darauf beschreibt sie eine leichte Linkskurve und verbreitert sich zur sechsspurigen 19th Avenue. Nach dem Passieren des Golden Gate Parks und des Presidio wird die Straße zum Park Presidio Boulevard, um schließlich in den MacArthur Tunnel zu führen. In der Nähe der Golden Gate Bridge vereinigt sie sich zum vierten Mal mit dem U.S. Highway 101. Die beiden Straßen teilen sich die berühmte Hängebrücke zur Überquerung der Meerenge am Golden Gate, die die Einfahrt zur Bucht von San Francisco bildet.

#### Im Redwood Empire

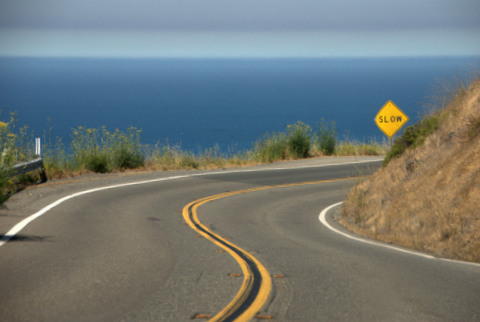
Kurven im Marin County

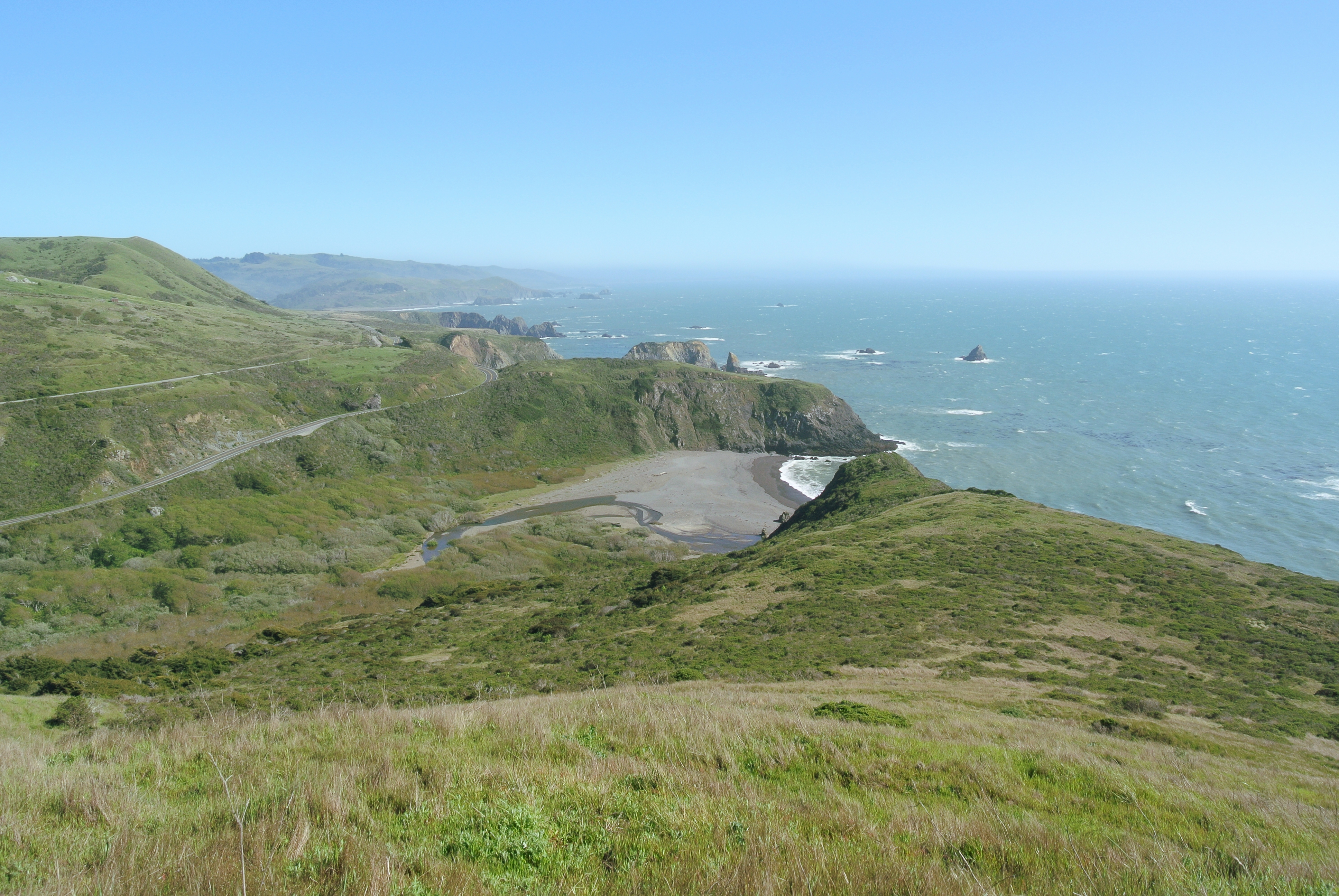
Im Sonoma County

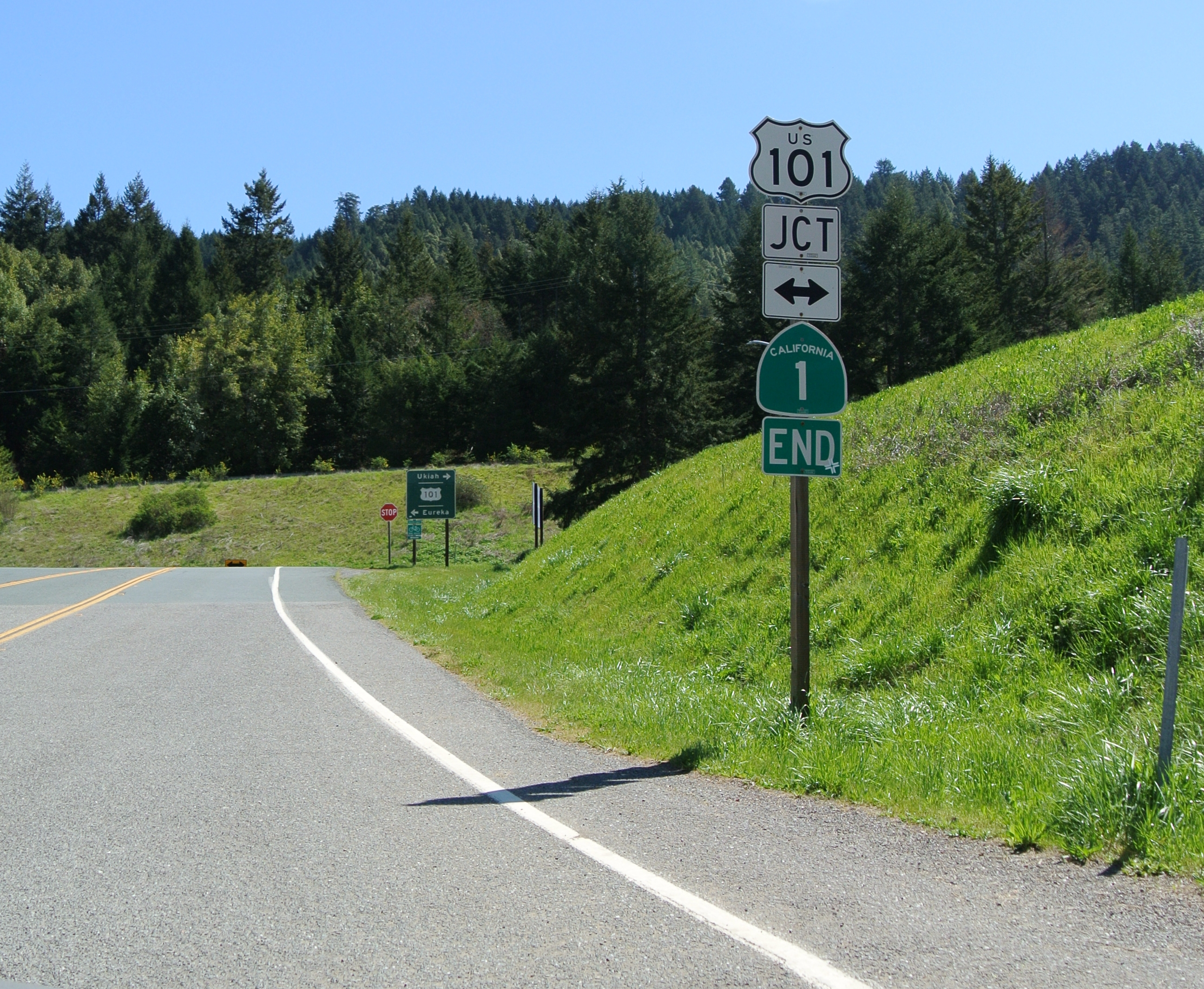
Nördliches Ende und Kreuzung mit U.S. Highway 101

Mit der Passierung der Golden Gate Bridge verlässt die CA 1 das San Francisco County auf dem Weg ins Marin County. Das Gebiet nördlich der Bucht wird oft als Redwood Empire bezeichnet. Nahe der Ortschaft Marin City verlässt die US 101 die gemeinsame Trasse. Nun unter dem Namen Shoreline Highway nimmt die CA 1 erneut einen engen und kurvenreichen Straßenverlauf an, um die Marin Hills zu durchmessen. Bei Muir Beach erreicht sie wieder die Meeresküste. Nach Verlassen der Golden Gate National Recreation Area passiert der Highway die malerische Point Reyes National Seashore und die Tomales Bay. Auf der Höhe von Bodega Bay, das durch den Film Die Vögel (1963) bekannt geworden ist, erreicht die Straße schließlich das Sonoma County. Dort ändert sie ihren Namen in Coast Highway.
Die CA 1 windet sich im folgenden Verlauf an der zerklüfteten Küste entlang, überquert dann den Gualala River und die Grenze zum Mendocino County. In Point Arena wird der Highway kurzzeitig zur Main Street, bevor er der School Street in nordwestlicher Richtung folgt und wieder den Namen Shoreline Highway annimmt. Die letzte größere Stadt an der Straße ist Fort Bragg, wo sie als Main Street bekannt ist. Weiter nordwärts führend folgt sie für rund 30 Meilen (48 km) der Küstenlinie. Daraufhin schwenkt die CA 1 ins Landesinnere und verläuft durch ein hügeliges Waldgebiet, das vorwiegend von riesigen Redwood-Bäumen bewachsen ist. Sie endet schließlich nach rund 655 Meilen (1055 km) nahe dem kleinen Örtchen Leggett an der Kreuzung mit dem U.S. Highway 101.